# Ectmesopus nigrolimbatus
Ectmesopus nigrolimbatus is een keversoort uit de familie bladkevers (Chrysomelidae). De wetenschappelijke naam van de soort werd in 1959 gepubliceerd door Blake.